# Palpimanus meruensis
Palpimanus meruensis är en spindelart som beskrevs av Albert Tullgren 1910. Palpimanus meruensis ingår i släktet Palpimanus och familjen Palpimanidae.
Artens utbredningsområde är Tanzania. Inga underarter finns listade i Catalogue of Life.